# Schineni (gmina Săucești)
Schineni – wieś w Rumunii, w okręgu Bacău, w gminie Săucești. W 2011 roku liczyła 726 mieszkańców.